# 2. Deutsche Volleyball-Bundesliga 1985/86 (Frauen)
Die Saison 1985/86 der 2. Volleyball-Bundesliga der Frauen war die zehnte Ausgabe dieses Wettbewerbs.

## 2. Bundesliga Nord
Meister und Aufsteiger in die 1. Bundesliga wurde der 1. VC Schwerte. Auch der Zweitplatzierte VfL Hannover stieg auf. Absteigen mussten der TV Godesberg und Telstar Bochum. Der Harburger SC zog sich zurück.

### Mannschaften
In dieser Saison spielten folgende zehn Mannschaften in der 2. Bundesliga Nord der Frauen:
- VC Telstar Bochum
- VC DJK Essen
- TV Godesberg
- VfL Hannover
- TuRa Harksheide
- Harburger SC
- TV Hörde
- Post SV Köln
- SC Langenhorn
- 1. VC Schwerte

Absteiger aus der 1. Bundesliga waren der SC Langenhorn und der 1. VC Schwerte. Aus der Regionalliga stiegen der Harburger SC (Nord) und der TV Godesberg (West) auf.

### Tabelle
|                         | Verein         | Spiele | Punkte  | Sätze   |
| ----------------------- | -------------- | ------ | ------- | ------- |
| 1.                      | Schwerte (A)   | 18     | 34 : 2  | 51 : 12 |
| 2.                      | Hannover       | 18     | 28 : 8  | 48 : 18 |
| 3.                      | Köln           | 18     | 24 : 12 | 42 : 28 |
| 4.                      | Hörde          | 18     | 22 : 14 | 40 : 28 |
| 5.                      | Langenhorn (A) | 18     | 18 : 18 | 33 : 34 |
| 6.                      | Essen          | 18     | 14 : 22 | 28 : 42 |
| 7.                      | Harburg (N)    | 18     | 12 : 24 | 29 : 44 |
| 8.                      | Harksheide     | 18     | 12 : 24 | 27 : 41 |
| 9.                      | Godesberg (N)  | 18     | 10 : 26 | 22 : 45 |
| 10.                     | Bochum         | 18     | 6 : 30  | 20 : 48 |
| Stand: Abschlusstabelle |                |        |         |         |

|     | Aufsteiger in die Bundesliga               |
|     | Absteiger in die Regionalliga bzw. Rückzug |
| (A) | Absteiger aus der 1. Bundesliga            |
| (N) | Aufsteiger aus der Regionalliga            |

## 2. Bundesliga Süd
Meister und Aufsteiger in die 1. Bundesliga wurde Orplid Darmstadt. Absteiger waren Eintracht Frankfurt, der TSV Moischt und der TV Lebach.

### Mannschaften
In dieser Saison spielten folgende zehn Mannschaften in der 2. Bundesliga Süd der Frauen:
- TuS Ahrweiler
- Orplid Darmstadt
- Eintracht Frankfurt
- TV Lebach
- TSV Moischt
- ESV Neuaubing
- Saar 05 Saarbrücken
- TSV Schmiden
- TSG Tübingen
- 1. VC Wiesbaden

Absteiger aus der 1. Bundesliga gab es keine. Aufsteiger aus der Regionalliga waren der TV Lebach (Südwest) und der TSV Schmiden (Süd).

### Tabelle
|                         | Verein       | Spiele | Punkte  | Sätze   |
| ----------------------- | ------------ | ------ | ------- | ------- |
| 1.                      | Darmstadt    | 18     | 32 : 4  | 48 : 16 |
| 2.                      | Neuaubing    | 18     | 28 : 8  | 47 : 19 |
| 3.                      | Schmiden (N) | 18     | 24 : 12 | 44 : 28 |
| 4.                      | Tübingen     | 18     | 22 : 14 | 40 : 33 |
| 5.                      | Wiesbaden    | 18     | 20 : 16 | 39 : 29 |
| 6.                      | Ahrweiler    | 18     | 16 : 20 | 34 : 35 |
| 7.                      | Saarbrücken  | 18     | 16 : 20 | 36 : 38 |
| 8.                      | Frankfurt    | 18     | 12 : 24 | 24 : 45 |
| 9.                      | Moischt      | 18     | 6 : 30  | 15 : 47 |
| 10.                     | Lebach (N)   | 18     | 4 : 32  | 11 : 49 |
| Stand: Abschlusstabelle |              |        |         |         |

|     | Aufsteiger in die Bundesliga    |
|     | Absteiger in die Regionalliga   |
| (N) | Aufsteiger aus der Regionalliga |